# Значкове (зупинний пункт)
Значкóве — пасажирський залізничний зупинний пункт Запорізької дирекції Придніпровської залізниці на електрифікованій лінії Синельникове I — Запоріжжя I між станціями Новогуполівка (7 км) та Вільнянськ (7 км). Розташований в селі Значкове Запорізького району Запорізької області. Поруч із зупинним пунктом розташовані населенні пункти Роздолля та Резедівка.

## Історія
13 липня 2023 року зупинний пункт Платформа 1074 км перейменований в Значкове. Назва зупинного пункту походить від однойменного села.

## Пасажирське сполучення
На зупинному пункті Значкове зупиняються приміські електропоїзди сполученням Запоріжжя — Синельникове I / Дніпро-Головний.